# ポーランド地質調査所地質博物館
ポーランド地質調査所 地質博物館（ぽーらんどちしつちょうさじょ ちしつはくぶつかん）はワルシャワにある地学や古生物学をテーマとした博物館。ポーランド地質調査所の敷地内にあり、同調査所が運営する。
正式名称は「 Muzeum Geologiczne Państwowego Instytutu Geologicznego - Państwowego Instytutu Badawczego w Warszawie （国立研究所 ポーランド地質調査所ワルシャワ地質博物館）」で、単に地質博物館と言う場合や、地質調査所の部分を略記して「 Muzeum Geologiczne PIG 」と表記する場合もある。なお、「 Państwowego Instytutu Badawczego （国立研究所）」になったのは2009年からで、それ以前は付いていなかった。

## 歴史

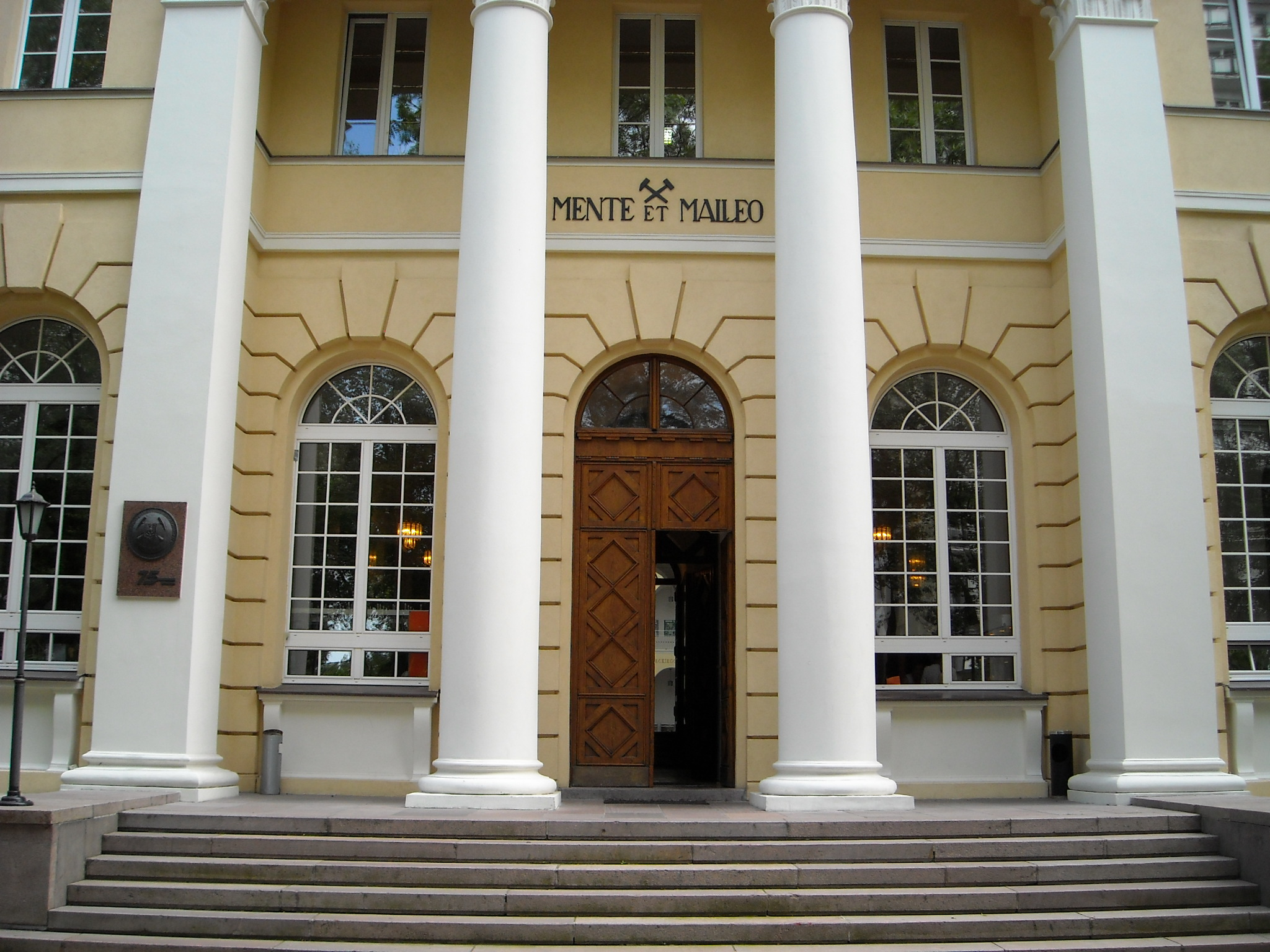
入り口

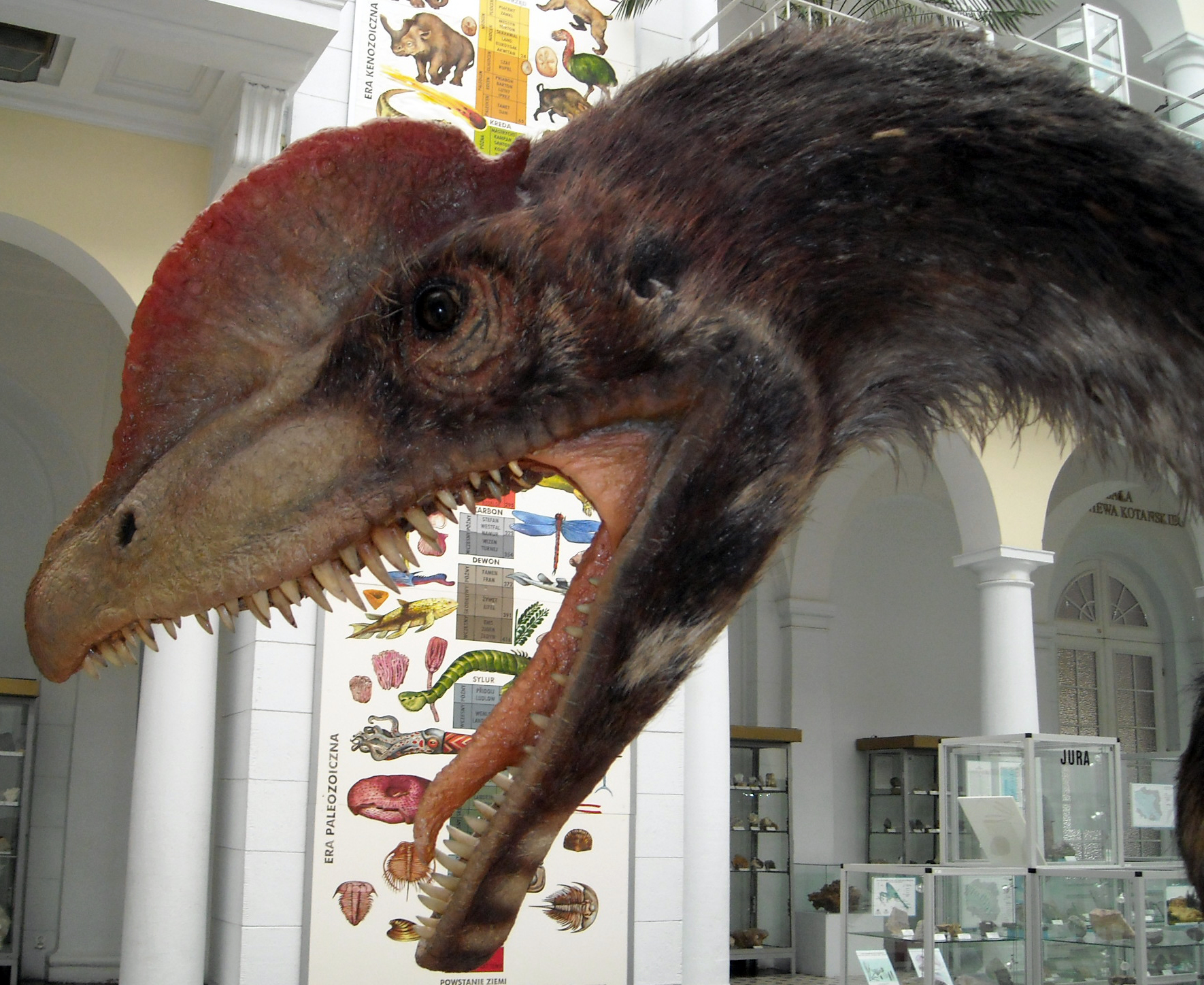
ディロフォサウルス

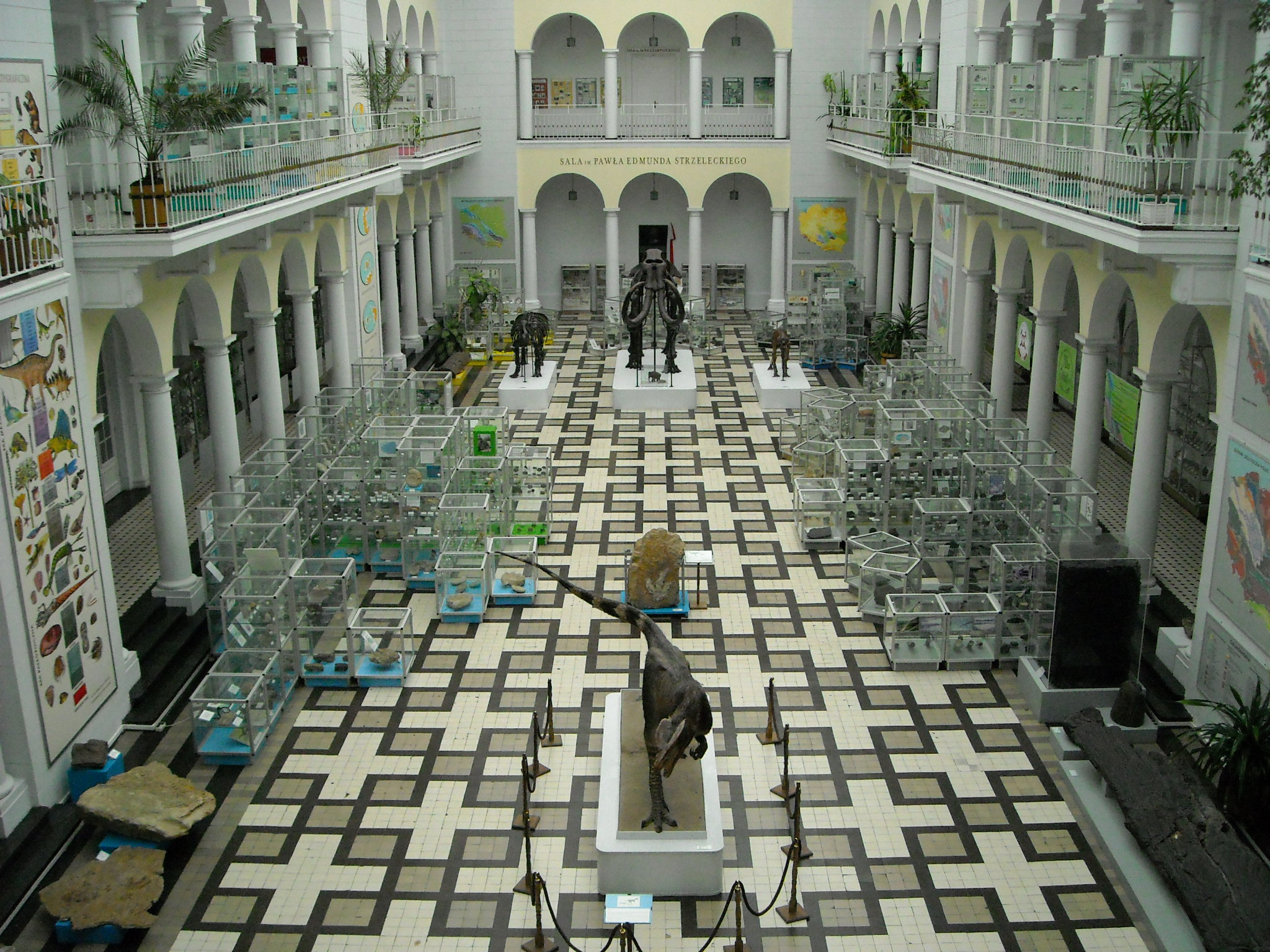
館内

この博物館の歴史は1919年に設立されたポーランド地質調査所とともに始まる。設立当初の地質調査所はスタシツ宮殿（ Pałac Staszica w Warszawie ）内に置かれたが、新たな建物を建造する計画が提出され、学術関係の建築を多く手がけたポーランドの建築家マリアン・ラレヴィチ( Marian Lalewicz ：1876-1944）の設計によって1925年-1930年に現在の場所に建造された。それまでの聖堂によく用いられたオーランド諸島クムリンゲ島産のピンク色の花崗岩が石材として使用されており、これがラレヴィチの建築構想に大いに影響したと言われ、外観や内部装飾にも伝統的な聖堂に見られる意匠が多く見られる。
この建物には第二次世界大戦後まで地質調査所と博物館の両方があったが、この大戦は博物館にとっても非常な受難の時代であった。1939年9月1日、ポーランド侵攻が始まると、ワルシャワ攻撃の最中に博物館の屋根と一部の展示物を除いてめちゃめちゃに破壊された。9月中旬にはナチス・ドイツの管理下で被害調査と収蔵品の調査が行われ、価値があると見なされた収蔵品は全てドイツ本国に送られた。一方、ポーランド人職員たちは引き続き職務につけることになったが、翌1940年4月には名称が「 Amt für Bodenforschung （”土壌調査所”）」というドイツ語名に変更されるとともに、本部はクラクフに置かれることになった。結局この戦争で地質調査所も含む建物全体の95％と備品の50％が破壊、収蔵品の70％が喪失したと見積もられている。研究に欠かせない図書室の蔵書の多くもドイツに送られたが、その一部は1944年のワルシャワ蜂起の際にも破壊されたり燃やされたりして消滅した。しかし最も被害を蒙ったのは職員や協力員らであり、その25％がこの戦争で殺された。
復旧はドイツ軍が撤退した1945年から始まったが、この時点では職員の大部分が移動していたクラクフを拠点として作業が行われた。前年1944年の8月に職員らが隠しておいた学術資料の回収や、大きく破壊された建物や設備の修復が順調になされ、1946年の秋には本部事務所をワルシャワの現在の建物内に移すことができた。その後手狭になったため、1948-1952年に敷地の南側に近代的なデザインのビルが建てられて地質調査所はそこに移った。

## 展示など
入り口から展示ホールに向かうと、最初にジュラ紀の恐竜 ディロフォサウルスのリアルな実物大模型が口を開けて見学者を出迎える。このディロフォサウルスは最初アメリカで発見されたが、後にポーランドの山地でも足跡の化石が発見されたため、かつて実際にポーランドの地を闊歩していた恐竜として足跡化石とともに中央ホールのメイン展示の一つになっており、羽毛に被われた姿で復元されている。そこから奥に進むと、やはりポーランド国内で発見されたマンモスの一種のケナガマンモス、 ケブカサイ、 ホラアナグマなどの全身骨格などが展示されている。
その他の館全体の展示は下記の八つのテーマに分けて行われている。即ち：
- 地球の成り立ち
- 岩石に記されたポーランドの歴史
- ポーランドの鉱物資源
- 化石の世界
- 火山活動
- 堆積作用と続成作用
- 変成作用
- ポーランド地質調査所 1919年から1999年まで

館内中央部は吹き抜けの広い展示ホールとなっており、その周囲には1階と2階に回廊式の展示スペースが設けられている。中央ホールの天井＝屋根からは自然光が採光されるようになっており、白を基調とした内装と相俟ってホール全体は明るい雰囲気がある。各コーナーには博物館＝地質調査所が収集した岩石、鉱物、化石などの標本類が豊富に展示されており、特にポーランドの地史、地質、古生物などについてよく学習することができ、同時に子供から大人まで楽しめる内容になっていると館では説明している。館のホームページの「Wirtualne Muzeum （バーチャル博物館）」をクリックするとこれら館内展示の様子を色々な方向から見ることができる。
これら館内の展示活動以外では、さまざまなワークショップなども開いており、ポーランドの地質や地下資源、古生物に関する啓蒙活動を行っている。

### ホームページ上のクイズ
館のホームページ上では月替わりでクイズ形式のウェブ展示が行われている。毎月1日に出題、25日締め切りでメールによる回答を募り、正解者の中から抽選で何かが当たるという企画で、年間の最多正解者にはその年の大賞も贈られるとされる。2011年5月のクイズは「画像の水晶の中に含まれている鉱物は何でしょう？」というものである（今月のクイズ）。

## 利用
以下の情報は2011年5月現在のオフィシャルサイトの記載による。
- 所在地：ワルシャワ市 ラコヴィエツカ 4 (Rakowiecka 4, Warszawa)。

ただし博物館の入り口は敷地の北端にあるため、ヴィシニョヴァ通り (Wiśniowa) 側の細い道から入る。
- 開館時間

月曜日～金曜日：9:00 - 15:00
日曜日：10:00 - 14:00
土曜日：休館
※ 閉館時間が早めなことに注意。
- 入館料：無料

## ギャラリー

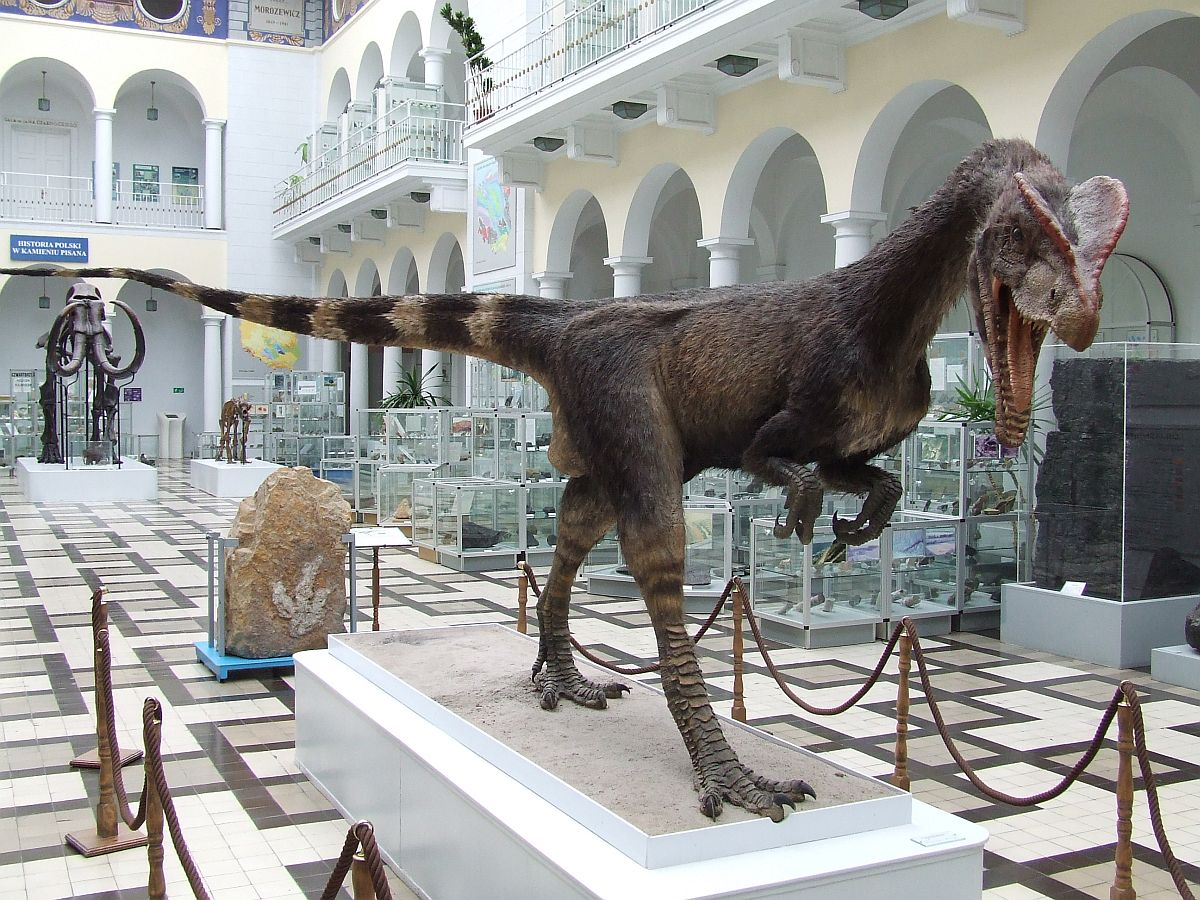
ディロフォサウルス
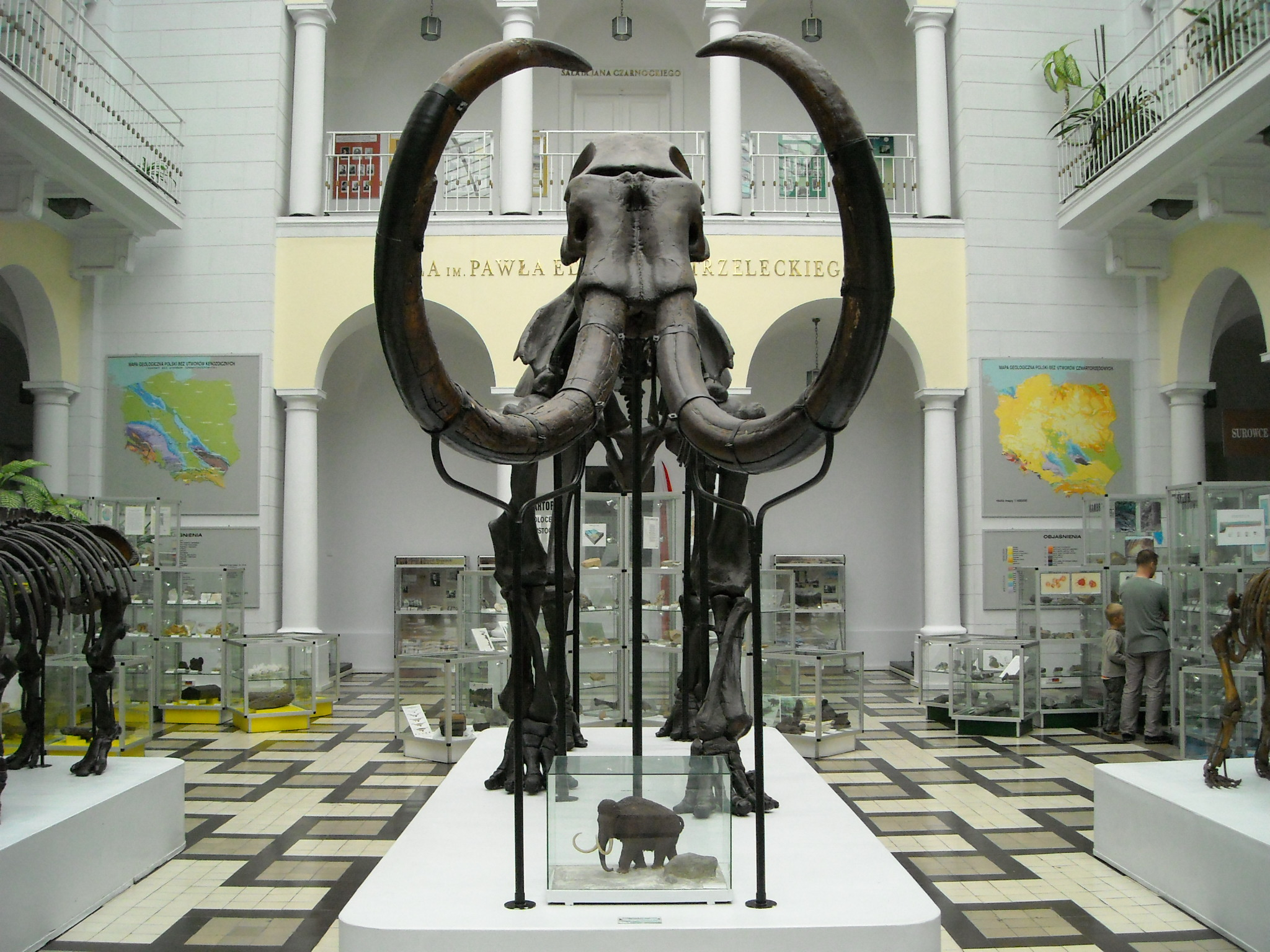
ケナガマンモス
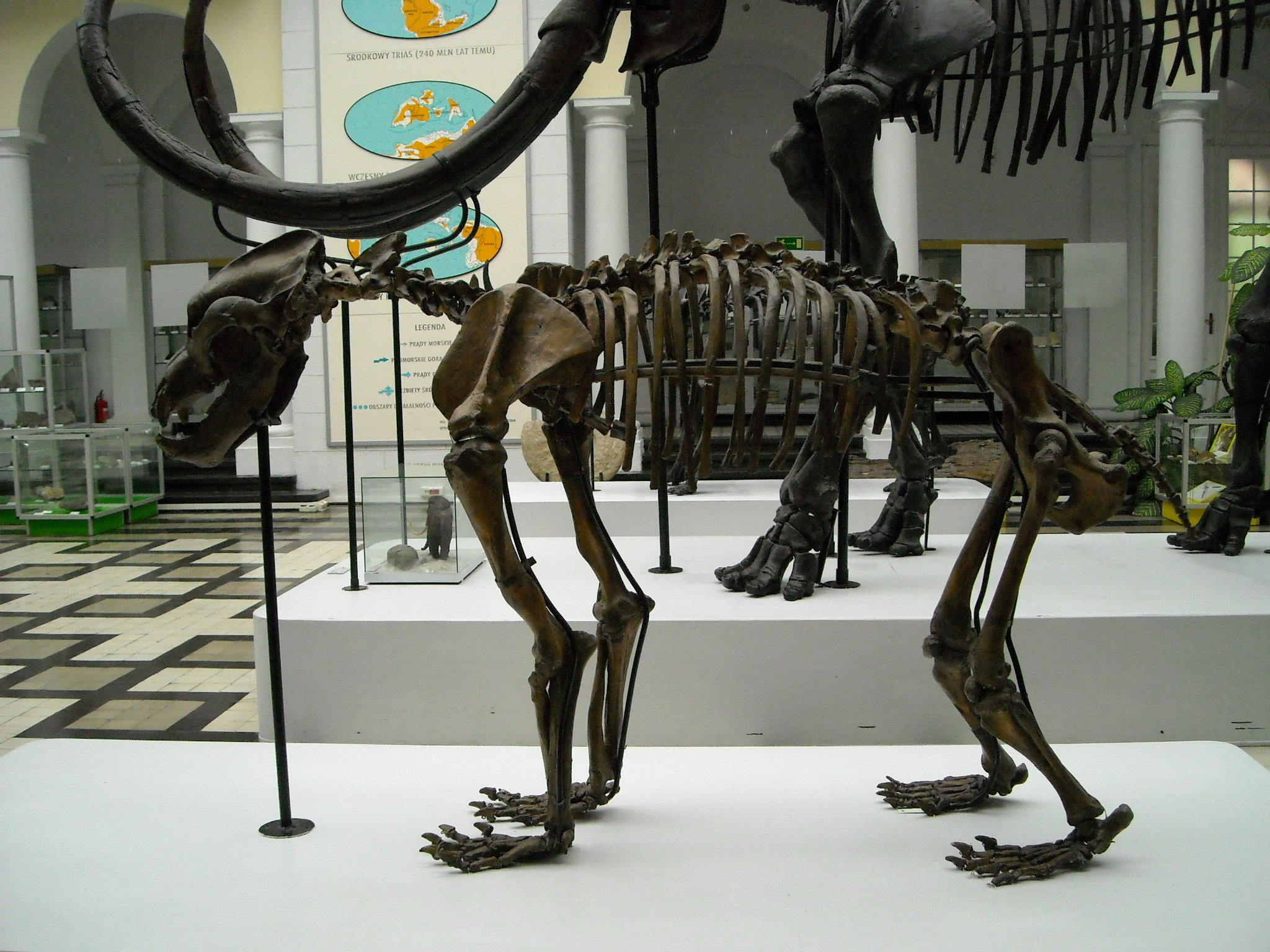
ホラアナグマ
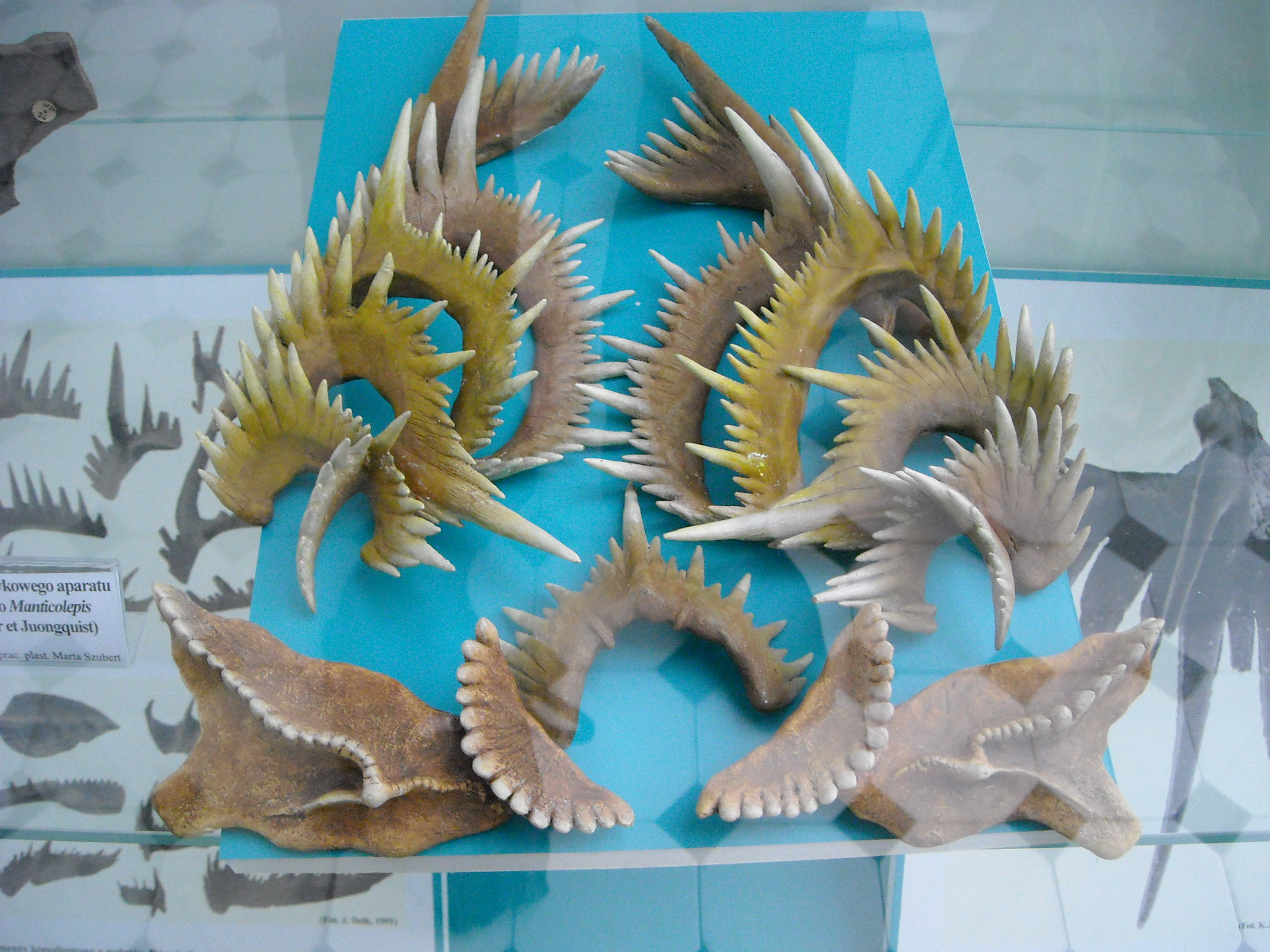
コノドント（巨大模型） （ポーランド産）
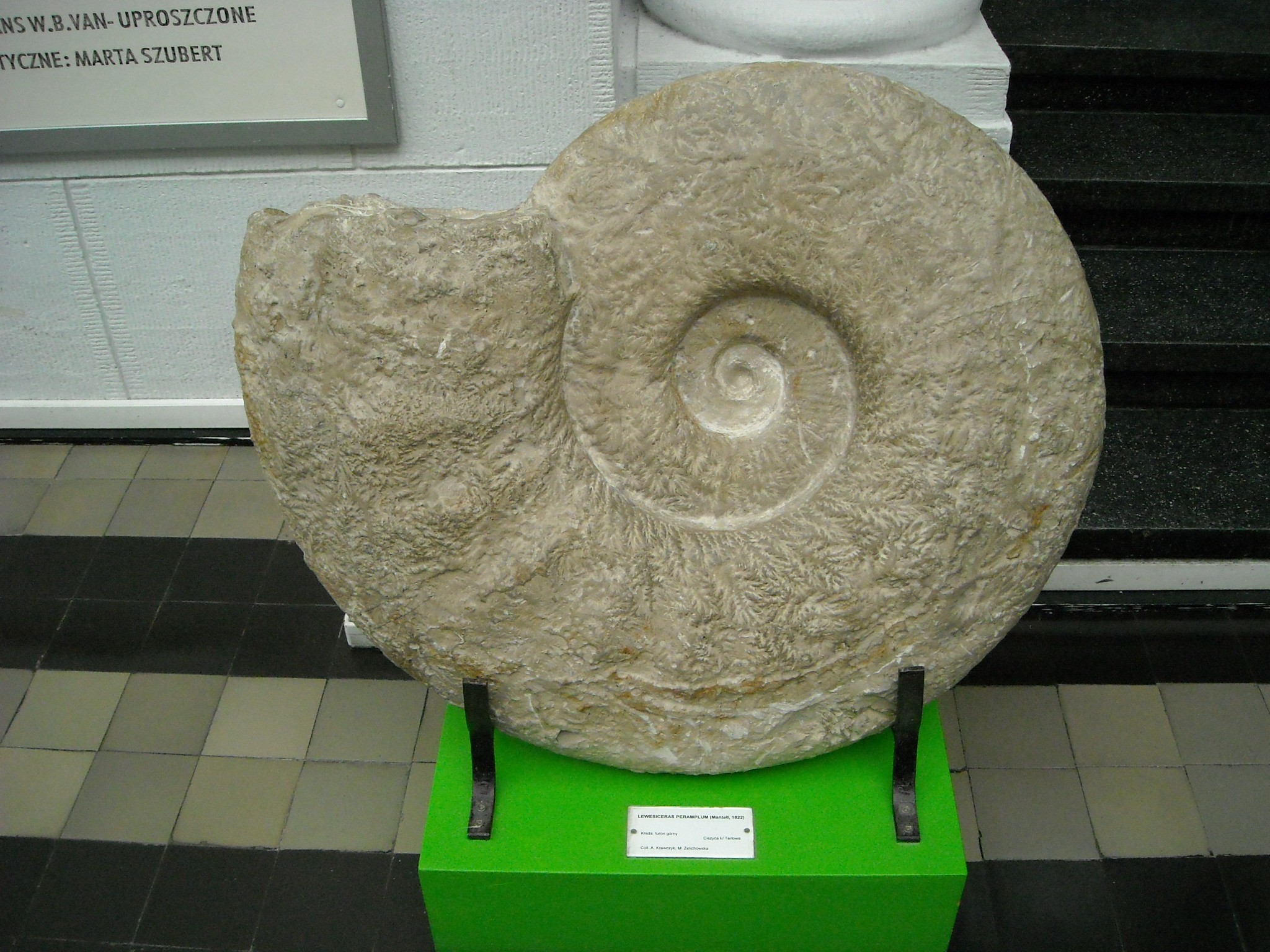
レウェシセラス （ポーランド産）
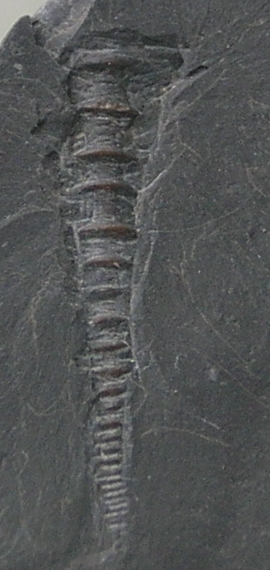
テンタキュライト （ポーランド産）
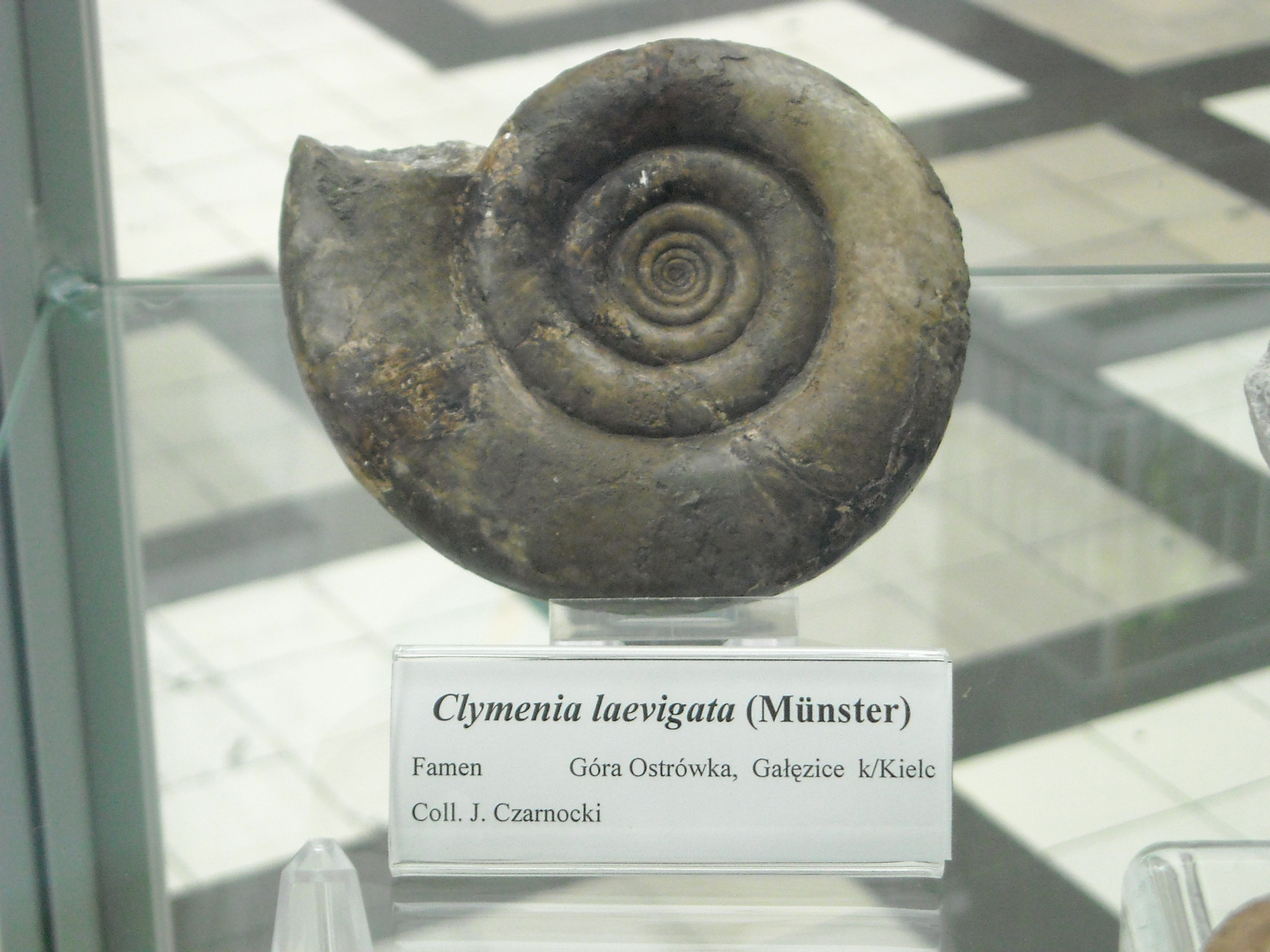
クリメニア （ポーランド産）
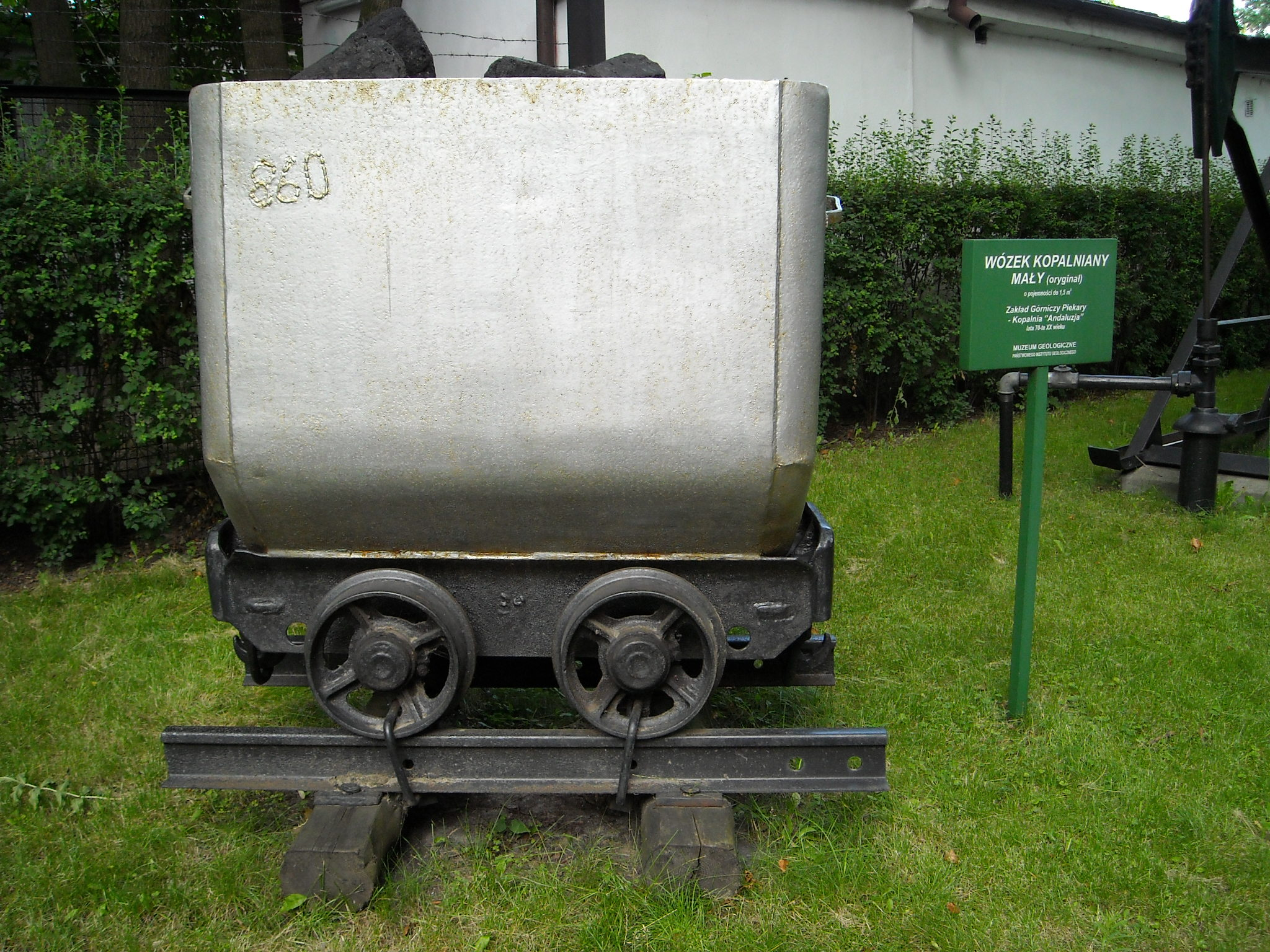
鉱山用トロッコ （1970年代の物）
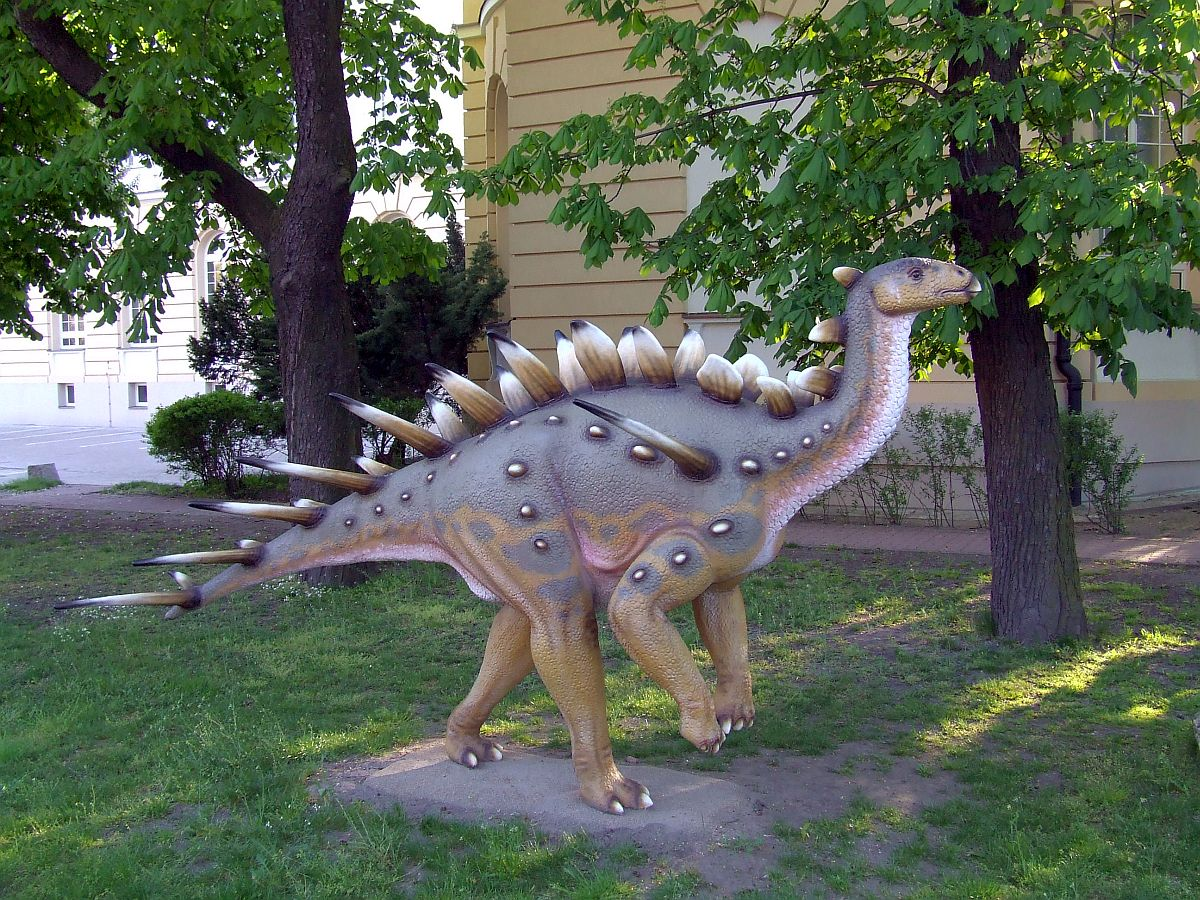
屋外のケントロサウルス
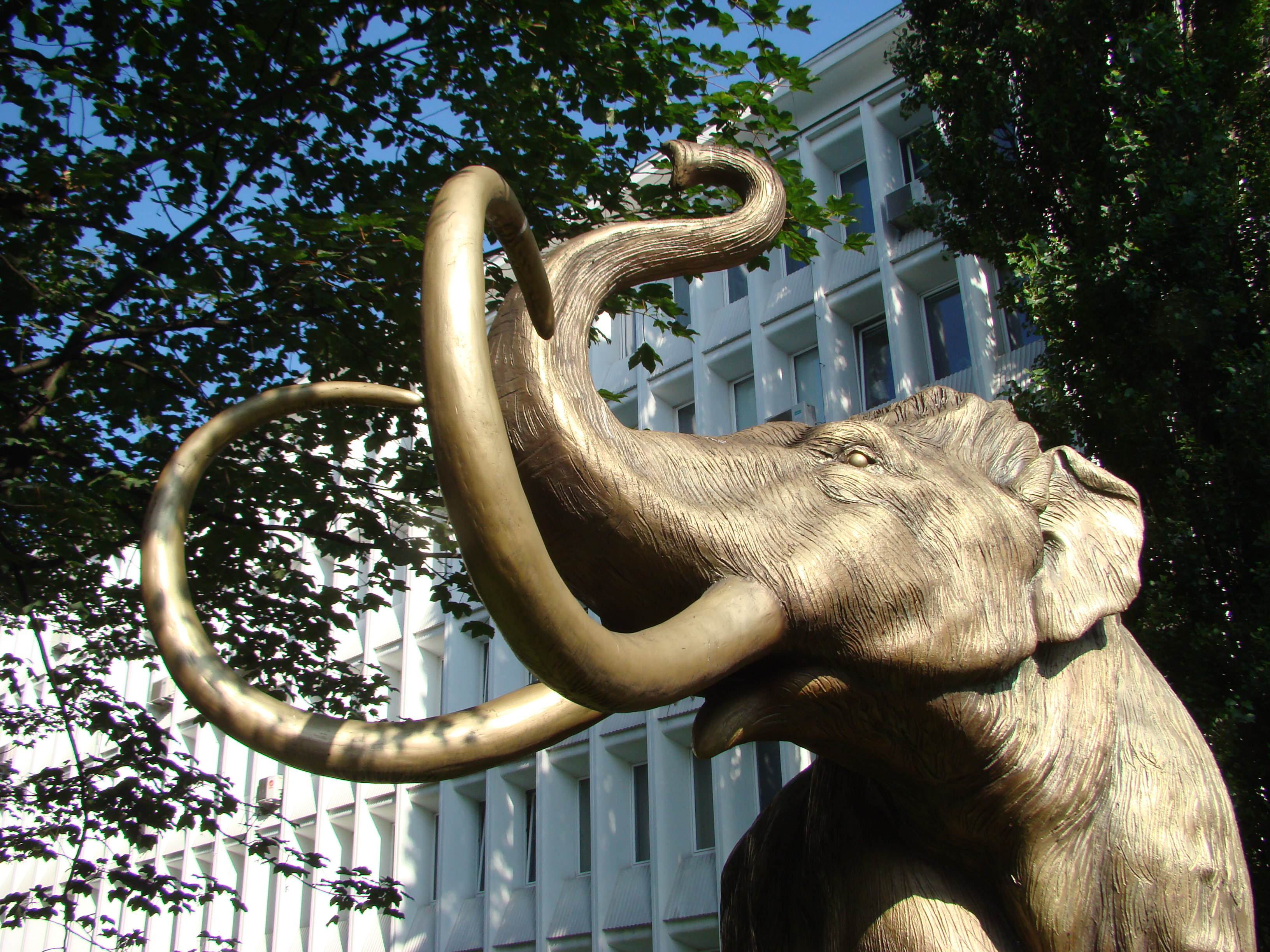
屋外のマンモス像 （地質調査所側）